# ديفيد س. ريتشاردسون
ديفيد س. ريتشاردسون (بالإنجليزية: David C. Richardson)‏ هو ضابط أمريكي، ولد في 8 أبريل 1914 في ميريديان في الولايات المتحدة، وتوفي في 13 يونيو 2015 في سان دييغو في الولايات المتحدة.